# Lagarosolen
Lagarosolen é um género botânico pertencente à família Gesneriaceae.

## Espécies
- Lagarosolen hispidus
- Lagarosolen integrifolius